# Décomposition d'Iwasawa
La décomposition d'Iwasawa d'un groupe de Lie semi-simple est une généralisation de la décomposition d'un élément du groupe spécial linéaire SL(n, ℝ) comme produit KAN (de façon unique) d'un élément K du groupe spécial orthogonal SO(n, ℝ), d'une matrice diagonale A  à coefficients diagonaux positifs (et dont le produit est nécessairement égal à 1), et d'une matrice triangulaire supérieure N dont les coefficients diagonaux valent 1.